# Rafa Valls
Rafael Valls Ferri (Cocentaina, Alicante, 25 de junio de 1987), conocido como Rafa Valls, es un ciclista español que fue profesional entre 2007 y 2021.

## Biografía
Después de dos temporadas de amateur y tras probar en el campo profesional con los equipos Relax-GAM y Scott-American Beef, Valls saltó definitivamente a la máxima categoría en el modesto equipo Burgos Monumental-Castilla y León, en el año 2009. Durante su temporada completa de debut, cosechó la décima plaza en la general final del Tour del Porvenir como parte de la selección española sub-23.
Para la temporada 2010, el Footon-Servetto, de categoría UCI ProTour, le fichó para dar el salto al primer nivel competitivo. En su primera carrera como ciclista profesional, el Tour de San Luis, se impuso en la segunda etapa y vistió el maillot de líder durante dos días, para clasificarse finalmente en 3.ª posición. Lastrado por numerosos problemas físicos a mitad de temporada, pudo rehacerse para ganar una plaza en el equipo del Tour de Francia, en el que consiguió una segunda plaza de etapa en la octava jornada, con final en la estación de Les Rousses. No pudo participar en la Vuelta a España por una mononucleosis.
De cara al año 2020 fichó por el Team Bahrain McLaren. En diciembre del año siguiente, a pesar de haber renovado su contrato para 2022, anunció su retirada como consecuencia de las distintas lesiones que había sufrido en los últimos años de su carrera.

## Palmarés
2010
- 1 etapa del Tour de San Luis

2015
- Tour de Omán, más 1 etapa

2019
- Clásica de Ordizia

## Resultados en Grandes Vueltas
| Carrera         | Carrera         | 2007 | 2008 | 2009 | 2010 | 2011 | 2012 | 2013 | 2014 | 2015 | 2016 | 2017 | 2018 | 2019 | 2020 | 2021 |
| --------------- | --------------- | ---- | ---- | ---- | ---- | ---- | ---- | ---- | ---- | ---- | ---- | ---- | ---- | ---- | ---- | ---- |
|                 | Giro de Italia  | —    | —    | —    | —    | Ab.  | —    | 29.º | —    | —    | —    | —    | Ab.  | —    | —    | 96.º |
|                 | Tour de Francia | —    | —    | —    | 53.º | —    | 41.º | —    | Ab.  | 78.º | —    | —    | —    | —    | Ab.  | —    |
|                 | Vuelta a España | —    | —    | —    | —    | —    | Ab.  | 43.º | —    | —    | —    | —    | —    | —    | —    | —    |
| Mundial en Ruta | Mundial en Ruta | —    | —    | —    | —    | —    | —    | —    | —    | —    | —    | —    | —    | —    | —    | —    |

—: no participa

Ab.: abandono

## Equipos
- Relax-GAM (2007)[4]
- Scott-American Beef (2008)[4]
- Burgos Monumental-Castilla y León (2009)
- Footon/Geox (2010-2011)
  - Footon-Servetto (2010)
  - Geox-TMC (2011)
- Vacansoleil-DCM (2012-2013)
- Lampre-Merida (2014-2015)
- Lotto Soudal (2016-2017)
- Movistar Team (2018-2019)
- Bahrain (2020-2021)
  - Team Bahrain McLaren (2020)
  - Team Bahrain Victorious (2021)